# Burlington (Massachusetts)
Burlington è un comune degli Stati Uniti d'America facente parte della contea di Middlesex nello stato del Massachusetts.